# Ryniec
Ryniec (niem. Riemberg) – osada w Polsce, w województwie wielkopolskim, w powiecie kępińskim, w gminie Rychtal. Dawniej samdodzielna wieś. Leży na północ od Drożek.
Do 2023 miejscowość była częścią wsi Drożki.
Śląska wieś (i gmina jednostkowa), włączona w 1920 roku do Polski, z powiatu Namslau (namysłowskiego) do powiatu kępińskiego.
W latach 1975–1998 miejscowość administracyjnie należała do województwa kaliskiego.